# Lymantria capnodes
Lymantria capnodes este o specie de molii din genul Lymantria, familia Lymantriidae, descrisă de Collenette 1932 Conform Catalogue of Life specia Lymantria capnodes nu are subspecii cunoscute.